# Трудна
Трудна (алб. Trudë) је насељено место у граду Приштини, на Косову и Метохији. Према попису из 2024. у насељу је живело 682 становника.

## Становништво
Према попису из 2011. године, Труде има следећи етнички састав становништва:
| Националност | 2011.        |
| Албанци      | 693 (99,85%) |
| недоступно   | 1 (0,15%)    |
| Укупно       | 694          |

| Демографија | Демографија | Демографија |
| Година      | Становника  | Становника  |
| ----------- | ----------- | ----------- |
| 1948.       | 181         |             |
| 1953.       | 187         |             |
| 1961.       | 263         |             |
| 1971.       | 389         |             |
| 1981.       | 547         |             |
| 1991.       | 611         |             |
| 2011.       | 694         |             |